# 발칸 가가우즈 터키어
발칸 가가우즈어(튀르키예어: Balkan Gagavuzcası) 또는 루멜리아 터키어(튀르키예어: Rumeli Türkçesi)어는 동트라키아에서 사용되는 튀르키예어 중 하나이다. 불가리아, 북마케도니아, 터키, 그리스의 일부 지역에서 사용된다. ISO 639-3으로는 bgx라는 언어 코드를 사용하고 있다. 1993년을 기준으로 331,000명 정도의 성인 화자가 존재하였으며, 2014년 재조사가 이루어졌을 때는 41만 8천여 명의 화자가 존재한다는 결과가 나왔다.